# 자크 코포

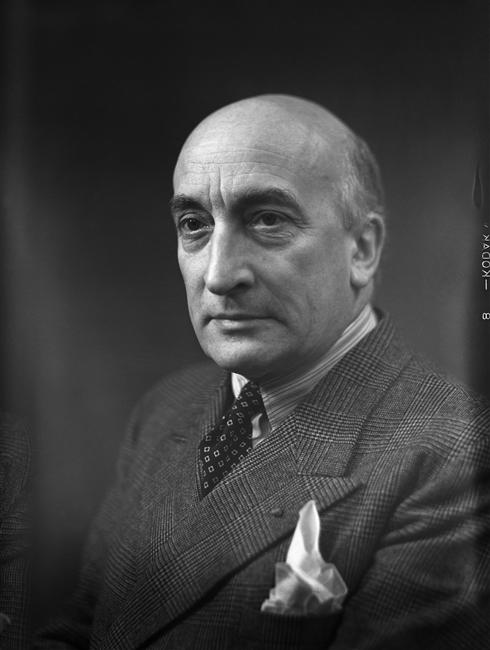

자크 코포(Jacques Copeau, 1879년 2월 4일 ~ 1949년 10월 20일)는 프랑스의 연출가다.
현대 연출의 아버지로 알려져 있으며, 그 구상은 제미에보다도 훨씬 착실하고 순수했다. 본래 문학적 교양이 높았던 그는 연출 연기란 극작품에 봉사하는 것이라고 생각하여, 화려한 전위성(前衛性)보다는 참다운 뜻의 연극의 예술화와 상업적 해독의 배제를 목표삼았다. 또한 고든 크레이그나 아돌프 아피아 등의 주장을 소화하여 무대에서의 모든 쓸데없는 장식을 제거함으로써 간결한 시정(詩情)을 심으려 했다. 그러기 위해 주베와 협력하여 센강 왼쪽 기슭의 소극장을 개조하여 '뷰 콜롱비에 극장'이라고 이름 붙인 뒤, 콘크리트로 지은 상설 무대를 설치하였고, 거기에서 단순한 장치로 <상선 테나시티> 같은 사실적인 심리극에도, 그리고 폴 클로델의 <교환>과 같은 시극이나 셰익스피어라든가 몰리에르와 같은 고전의 상연에서도 뛰어난 효과를 내었다. 코포는 이 소극장에서 무대와 관객과의 완전한 교류를 이상으로 하고 또한 연극의 개혁은 새로운 배우의 교육에 있다고 하여 뷰 콜롱비에 학교를 열고 후진 지도에 심혈을 기울였다. 코포가 죽은 후에도 뷰 콜롱비에 극장은 항상 신선한 연기 종목을 채택하고 신진 연출가를 초대하는 등 눈부신 활동을 하였다.